# Episodi di Pappa e ciccia (terza stagione)
La terza stagione della serie televisiva Pappa e ciccia, venne trasmessa negli Stati Uniti sulla ABC dal 18 settembre 1990 al 14 maggio 1991.
In Italia, venne trasmessa su Canale 5 nel 1992.
| n° | Titolo originale                     | Prima TV USA      | Prima TV Italia |
| -- | ------------------------------------ | ----------------- | --------------- |
| 1  | The Test                             | 18 settembre 1990 | 1992            |
| 2  | Friends & Relatives                  | 25 settembre 1990 | 1992            |
| 3  | Like a Virgin                        | 2 ottobre 1990    | 1992            |
| 4  | Like a New Job                       | 9 ottobre 1990    | 1992            |
| 5  | Goodbye Mr. Right                    | 16 ottobre 1990   | 1992            |
| 6  | Becky, Beds & Boys                   | 23 ottobre 1990   | 1992            |
| 7  | Trick or Treat                       | 30 ottobre 1990   | 1992            |
| 8  | PMS, I Love You                      | 6 novembre 1990   | 1992            |
| 9  | Bird is the Word                     | 13 novembre 1990  | 1992            |
| 10 | Dream Lover                          | 27 novembre 1990  | 1992            |
| 11 | Do You Know Where Your Parents Are?  | 4 dicembre 1990   | 1992            |
| 12 | Confessions                          | 18 dicembre 1990  | 1992            |
| 13 | The Courtship of Eddie, Dan's Father | 8 gennaio 1991    | 1992            |
| 14 | The Wedding                          | 15 gennaio 1991   | 1992            |
| 15 | Becky Doesn't Live Here Anymore      | 22 gennaio 1991   | 1992            |
| 16 | Home-Ec                              | 5 febbraio 1991   | 1992            |
| 17 | Valentine's Day                      | 12 febbraio 1991  | 1992            |
| 18 | Communicable Theater                 | 19 febbraio 1991  | 1992            |
| 19 | Vegas Interruptus                    | 26 febbraio 1991  | 1992            |
| 20 | Her Boyfriend's Back                 | 12 marzo 1991     | 1992            |
| 21 | Troubles with the Rubbles            | 26 marzo 1991     | 1992            |
| 22 | Second Time Around                   | 2 aprile 1991     | 1992            |
| 23 | Dances with Darlene                  | 30 aprile 1991    | 1992            |
| 24 | Scenes from a Barbecue               | 7 maggio 1991     | 1992            |
| 25 | The Pied Piper of Lanford            | 14 maggio 1991    | 1992            |